# Paul Mukairu
Paul Omo Mukairu (Abuja, 18 gennaio 2000) è un calciatore nigeriano, attaccante del Boluspor in prestito dal Copenaghen.

## Caratteristiche tecniche
È un centravanti che può essere impiegato anche come esterno d'attacco.

## Carriera
Cresciuto nell'Hearts Academy, nel 2019 è approdato in Europa firmando con i turchi dell'Antalyaspor. Ha esordito fra i professionisti il 18 agosto disputando l'incontro di Süper Lig vinto 1-0 contro il Göztepe mentre due settimane più tardi ha trovato anche la prima rete in carriera segnando il gol del definitivo 2-2 nella trasferta contro il Konyaspor.
Dopo un'esperienza in prestito all'Anderlecht nella stagione 2020-2021, il 27 gennaio 2022 si trasferisce a titolo definitivo al Copenaghen per 1,9 milioni di euro.

## Statistiche
Statistiche aggiornate al 19 luglio 2020.

### Presenze e reti nei club
| Stagione        | Squadra         | Campionato      | Campionato | Campionato | Coppe nazionali | Coppe nazionali | Coppe nazionali | Coppe continentali | Coppe continentali | Coppe continentali | Altre coppe | Altre coppe | Altre coppe | Totale | Totale | Totale |
| Stagione        | Squadra         | Comp            | Pres       | Reti       | Comp            | Pres            | Reti            | Comp               | Pres               | Reti               | Comp        | Pres        | Reti        | Pres   | Reti   |        |
| --------------- | --------------- | --------------- | ---------- | ---------- | --------------- | --------------- | --------------- | ------------------ | ------------------ | ------------------ | ----------- | ----------- | ----------- | ------ | ------ | ------ |
| 2019-2020       | Antalyaspor     | SL              | 24         | 3          | CT              | 7               | 1               |                    | -                  | -                  |             | -           | -           | 31     | 4      |        |
| Totale carriera | Totale carriera | Totale carriera | 24         | 3          |                 | 7               | 1               |                    | -                  | -                  |             | -           | -           | 31     | 4      |        |

## Palmarès

### Club

#### Competizioni nazionali
- Campionato danese: 2

Copenaghen: 2021-2022, 2022-2023
- Coppa di Danimarca: 1

Copenaghen: 2022-2023